# Запис Милошевића орах (Бербатово)
Запис Милошевића орах (Бербатово) се налази на парцели чији је власник Милошевић Момир.

## Локација
| Општина             | Ниш-Палилула                                                                |
| Катастарска општина | Бербатово                                                                   |
| Потес               | Денско                                                                      |
| Координате          | 43° 15′ 14″ С; 21° 56′ 14″ И / 43.253799999999998° С; 21.937200000000001° И |
| Надморска висина    | 462m                                                                        |

## Карактеристике
Дендрометријске вредности утврђене на терену и сателитским снимцима:
| Стабло                     | Орах |
| Висина стабла              | m    |
| Обим дебла                 | m    |
| Пречник крошње             | 6m   |
| Пречник дебла              | m    |
| Висина дебла до прве гране | m    |

## База записа
Запис је у оквиру Викимедија пројекта "Запис - Свето дрво" заведен под редним бројем 1020.